# Секреция
Секрецията е процес на отделяне на химични съединения от клетки или жлези. Секретът е течност, отделяна от клетките и съдържаща биологически активни вещества.
Класическият механизъм на клетъчната секреция включва определени секретиращи портали на клетъчната плазмена мембрана, наречени порозоми. Порозомите представляват постоянна липопротеинова структура под формата на чаша, разположена в клетъчната плазмена мембрана, където секреторни мехурчета освобождават съдържание от клетката.
Бактериалните секреционни системи осигуряват транспорт на ефекторни молекули: протеини, ензими или токсини от вътрешността на клетката към външността ѝ. Секрецията е особено важен механизъм за функционирането на бактериите и тяхната адаптация и оцеляване в околната среда.